# Käthe Ephraim Marcus
Käthe (Kaete) Ephraim Marcus (ur. 1892 we Wrocławiu, zm. 1970 w Jerozolimie) – niemiecka malarka i rzeźbiarka żydowskiego pochodzenia, związana z Wrocławiem.
Pierwsze nauki malarstwa stawiała pod okiem Hansa Thomy. Następnie kształciła się we Wrocławiu, u Maxa Wislicenusa oraz w Berlinie wraz z Lovisem Corinthem i Maxem Beckmannem oraz, za namową Otta Muellera, w Paryżu w Académie de la Grande Chaumière. W 1917 roku poślubiła dr. Josefa Marcusa, jednego z przywódców ruchu syjonistycznego w Niemczech i założyciela ruchu młodzieżowego Blau-Weiss.  W 1928 roku została przyjęta do Niemieckiego Związku Malarzy. W 1930 roku zamieszkała w Düsseldorfie, gdzie dołączyła do grupy „Rhein”.
W 1933 roku wraz z rodziną opuściła Niemcy udała się do Anglii. W 1934 lub 1935 roku, wraz z mężem, wyjechała do Jerozolimy, gdzie kontynuowała swoją działalność artystyczną; tworzyła również prace rzeźbiarskie studiując pod okiem Moshe Sternschussena. Jest autorką pomnika Mordechaia Schornsteina z 1945 roku. W 1943 roku otworzyła własną pracownię artystyczną w starej części miasta; w 1947 musiała ją opuścić nakazem wojsk Brytyjskich. W 1948 jej prace zostały zniszczone przez Arabów a ona sama wraz z rodziną była ewakuowana do Ramat Gan. W tym czasie namalował kilka obrazów ze scenami wojennymi.

## Twórczość

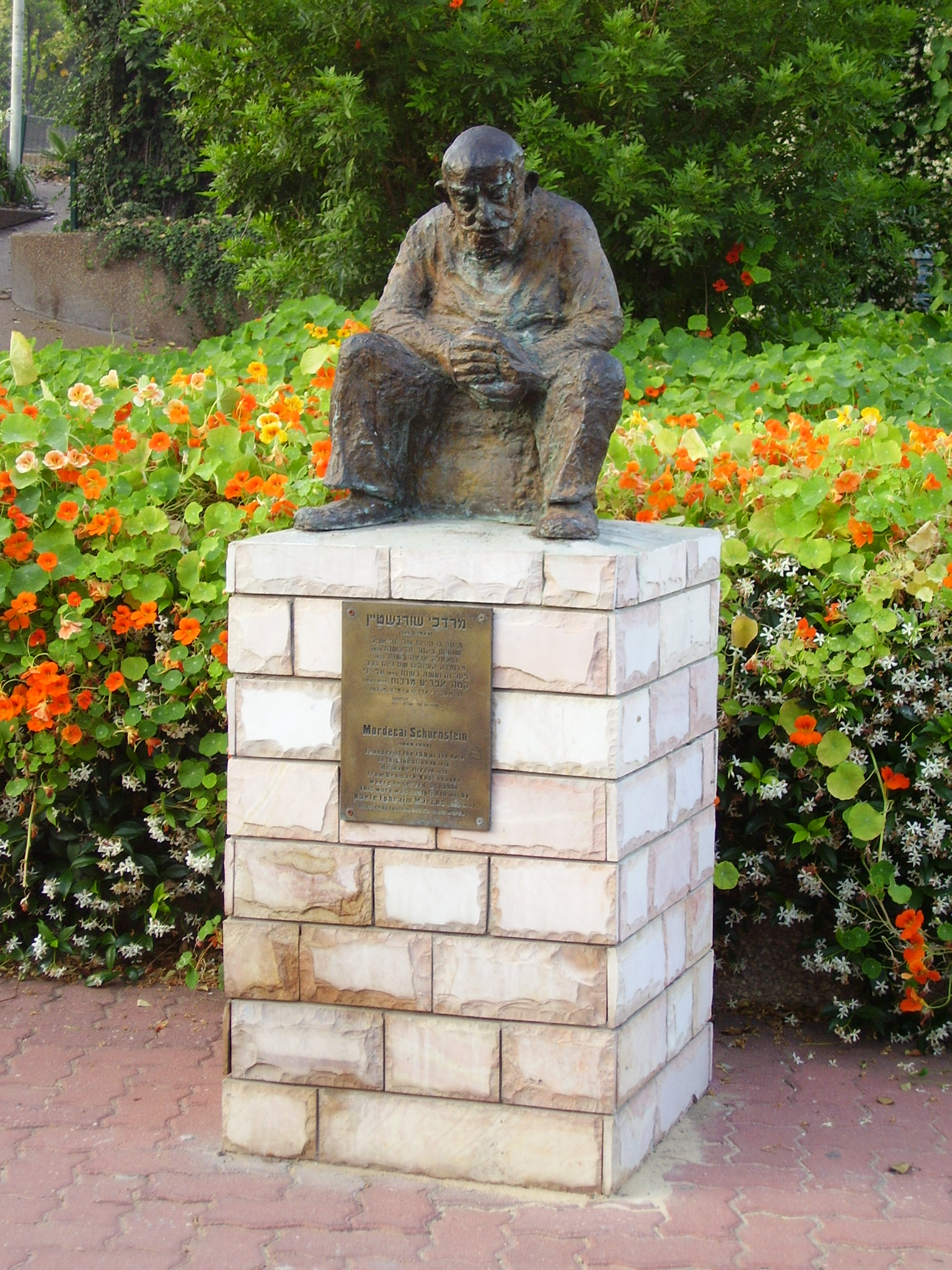
Pomnik Mordechaia Schornsteina (1945, Jerozolima)

Pierwsze obrazy powstałe w latach 1916–1919, były portretami jej przyjaciół, głównie niemieckich intelektualistów i pracowników m.in. Portret Arnolda Ulitza, Portret Pauli Ollendorf, Portret Ismara Littmanna. W 1920 roku poznała ekspresjonistkę Käthe Kollwitz; od tego momentu tworzyła pod jej wpływem a przez niektórych uznawana była jej następczynią.
Oficjalny debiut artystyczny miała w 1921 roku, na wystawie zbiorowej w salach wrocławskiej Loży Lessinga. Pod koniec lat dwudziestych jej prace prezentowane były na wielu wystawach w Berlinie: w 1928 na wystawie sztuki śląskiej, w październiku tego samego roku w Galerie Neuman Nierendorf (wystawa indywidualna zorganizowana ze zbiorów prywatnych Friedricha Kirschnera). We Wrocławiu wystawiała swoje prace w 1928 roku w zoo na wystawie Juryfreien oraz w 1929 na zbiorowej ekspozycji Das junge Schlesien. Jej prace pt. Opiekunki i Jerusalem można było zobaczyć na wystawie w Starej Komendanturze. W 1932 roku, we Wrocławiu na wystawie Künstlerbund Schlesiens, można było oglądać jej płótna pt. Kobiety beduińskie i Jerozolima nawiązujące do orientalnych miasteczek.

Jej prace przepełnione są atmosferą melancholii, samotności i wyobcowania. Tematem jej prac były często samotne matki i dzieci znajdujące się w nowych nieprzyjaznym im środowisku, będące imigrantami w obozach przejściowych. 

Jej studia dzieci, ukazanych w różnych sytuacjach lub postacie matek z dziećmi były zapisem duchowości, wyrażały bogactwo uczuć, „tajemnice i grę, samotność”.

 Przedstawiała również rybaków oraz krajobrazy Safed, jeziora Kinneret i Negev.